# LAROM
Il LAROM è un lanciarazzi multiplo rumeno, in servizio nelle forze armate rumene. Al momento sono operativi 24 sistemi, tutti nell'8ª brigata di artiglieria mista rumena.
Sviluppato dalla romena Aerostar Bacău e dalla Elbit con la IMI israeliana. Il sistema si basa sul modello APRA-40, variante del sovietico BM-21. Il sistema d'arma fu sviluppato a partire dal 1996, e i primi modelli furono consegnati dal 2001 alla Forțele Terestre Române. È attualmente il sistema d'arma più potente in dotazione all'esercito romeno.

## Galleria d'immagini

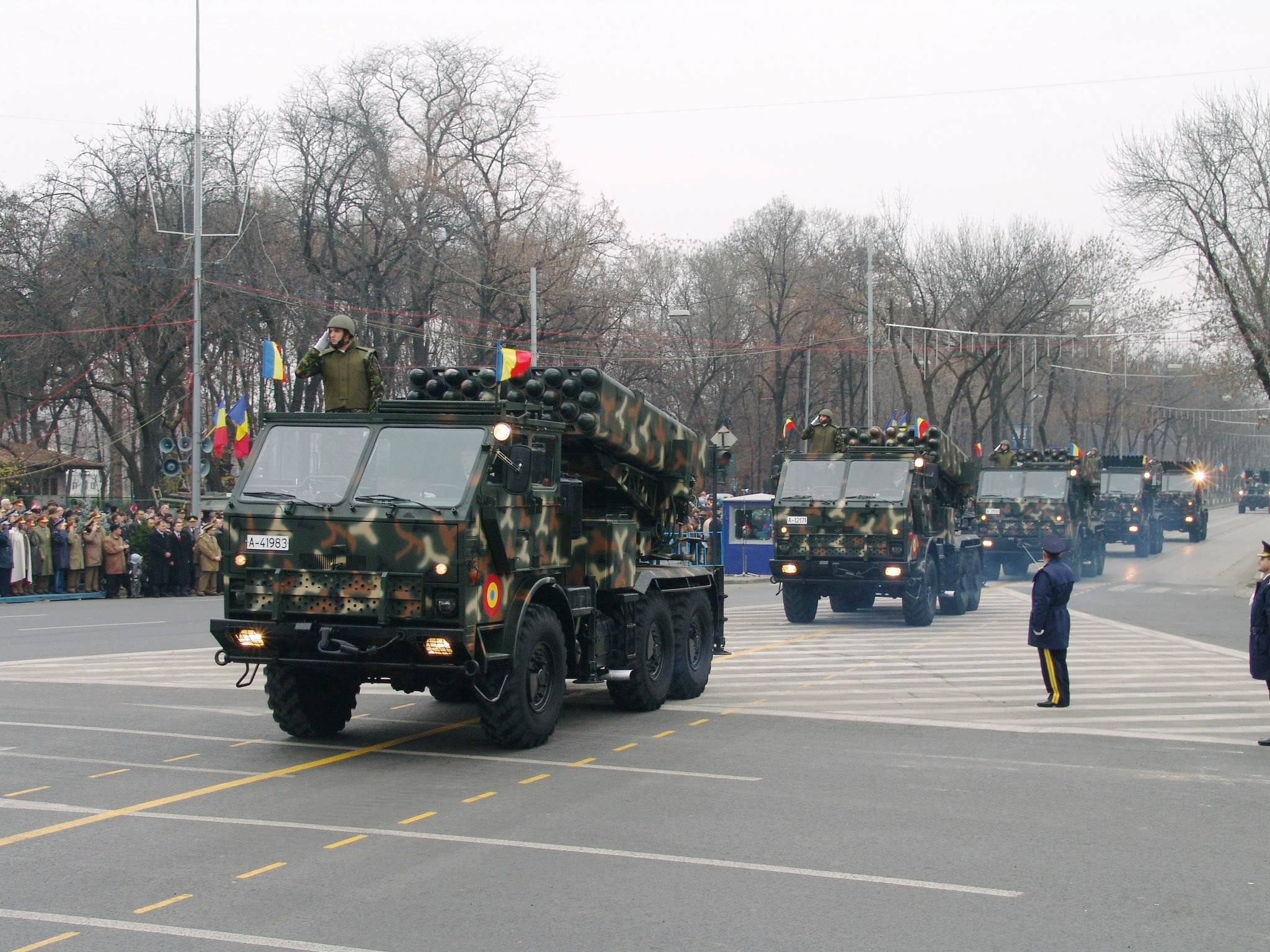
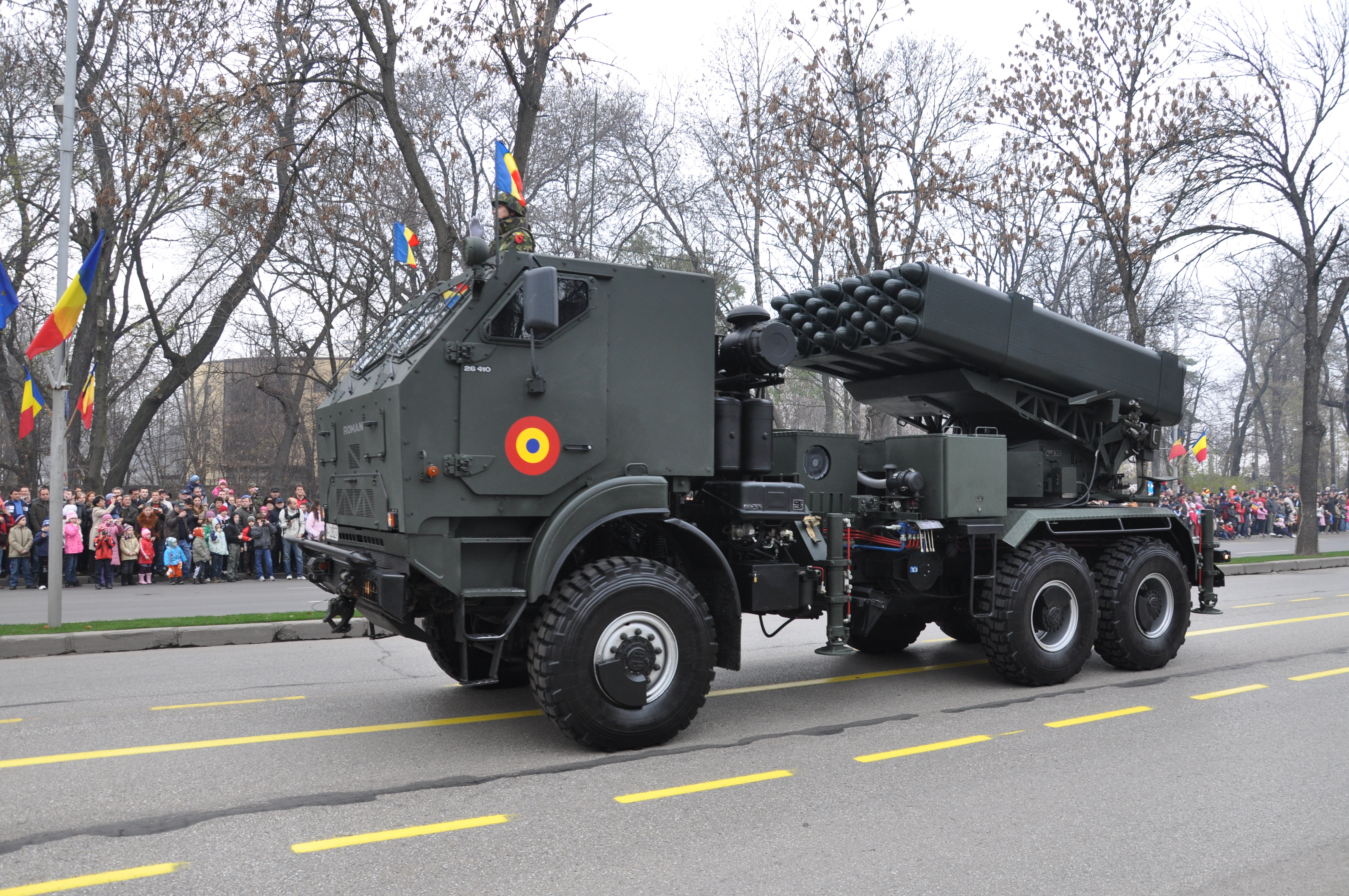
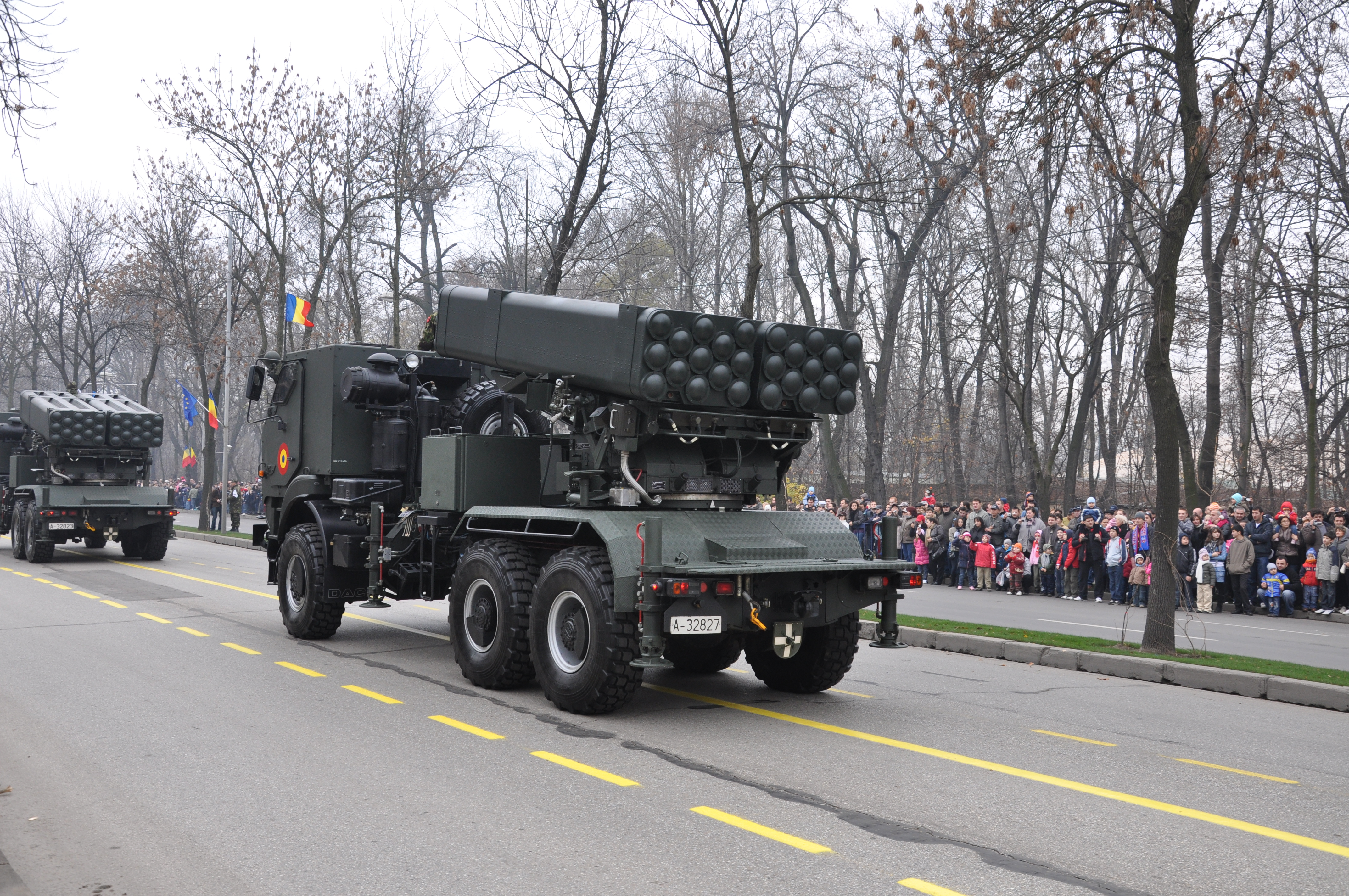
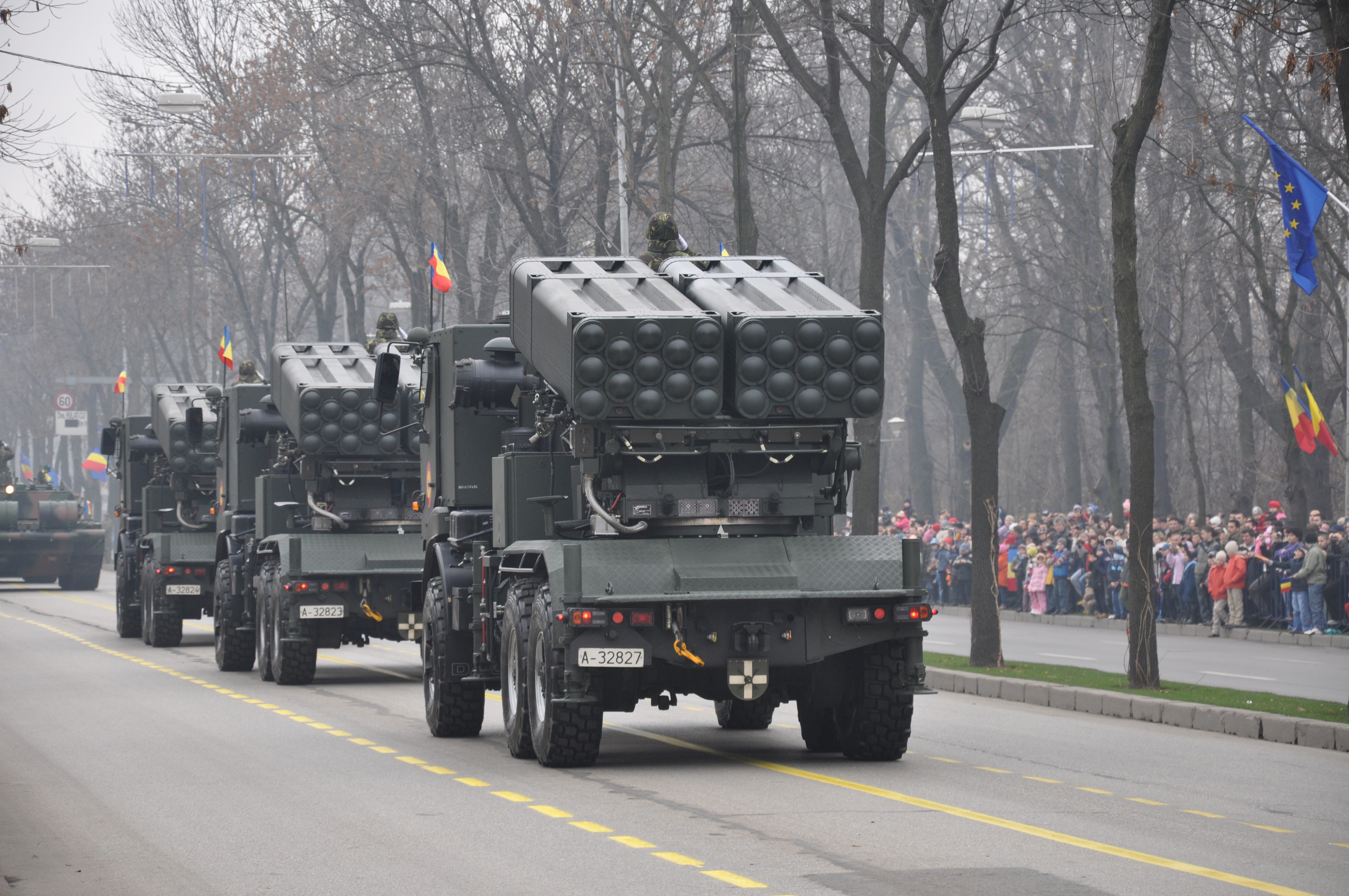
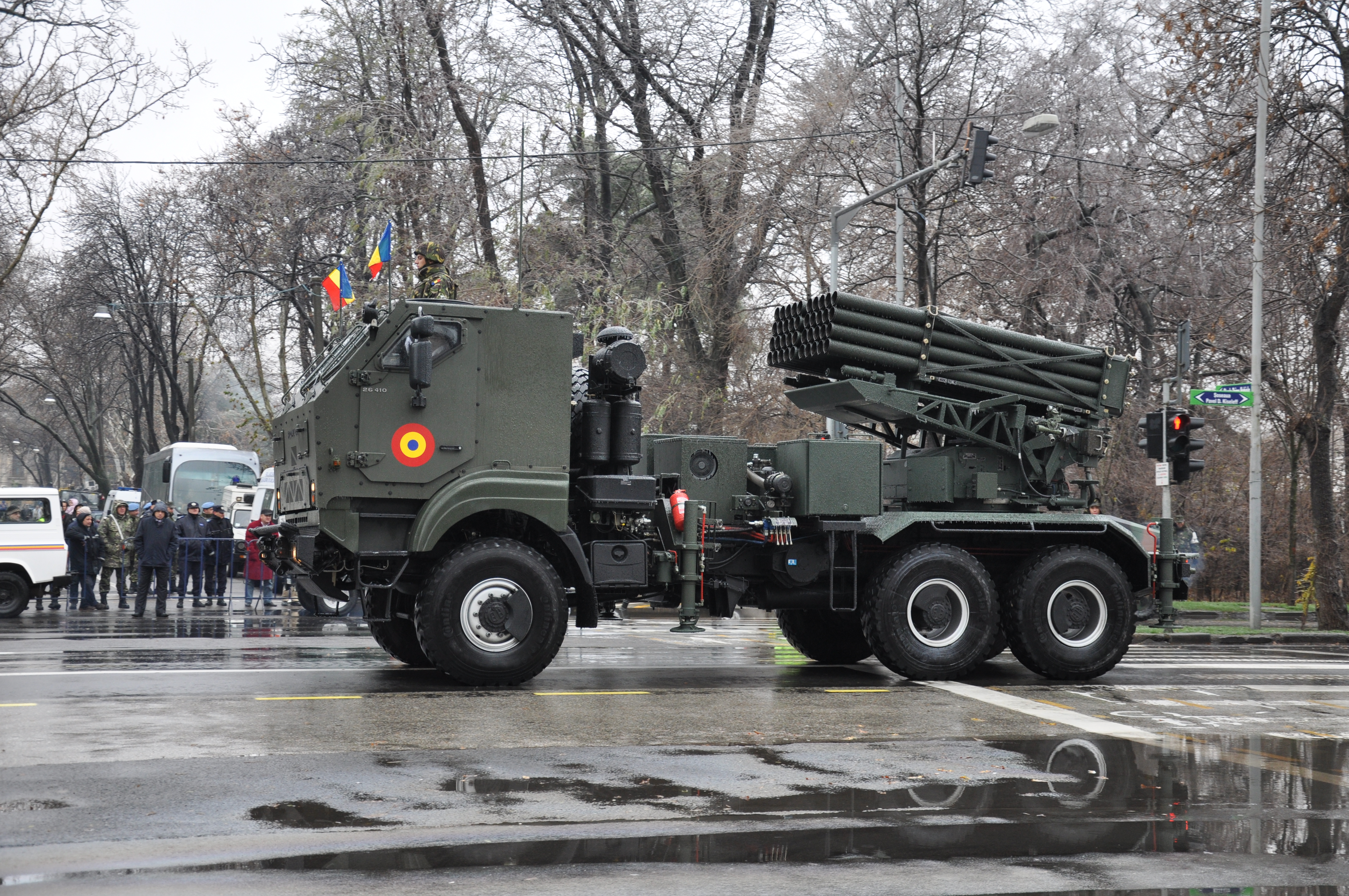

## Sviluppo

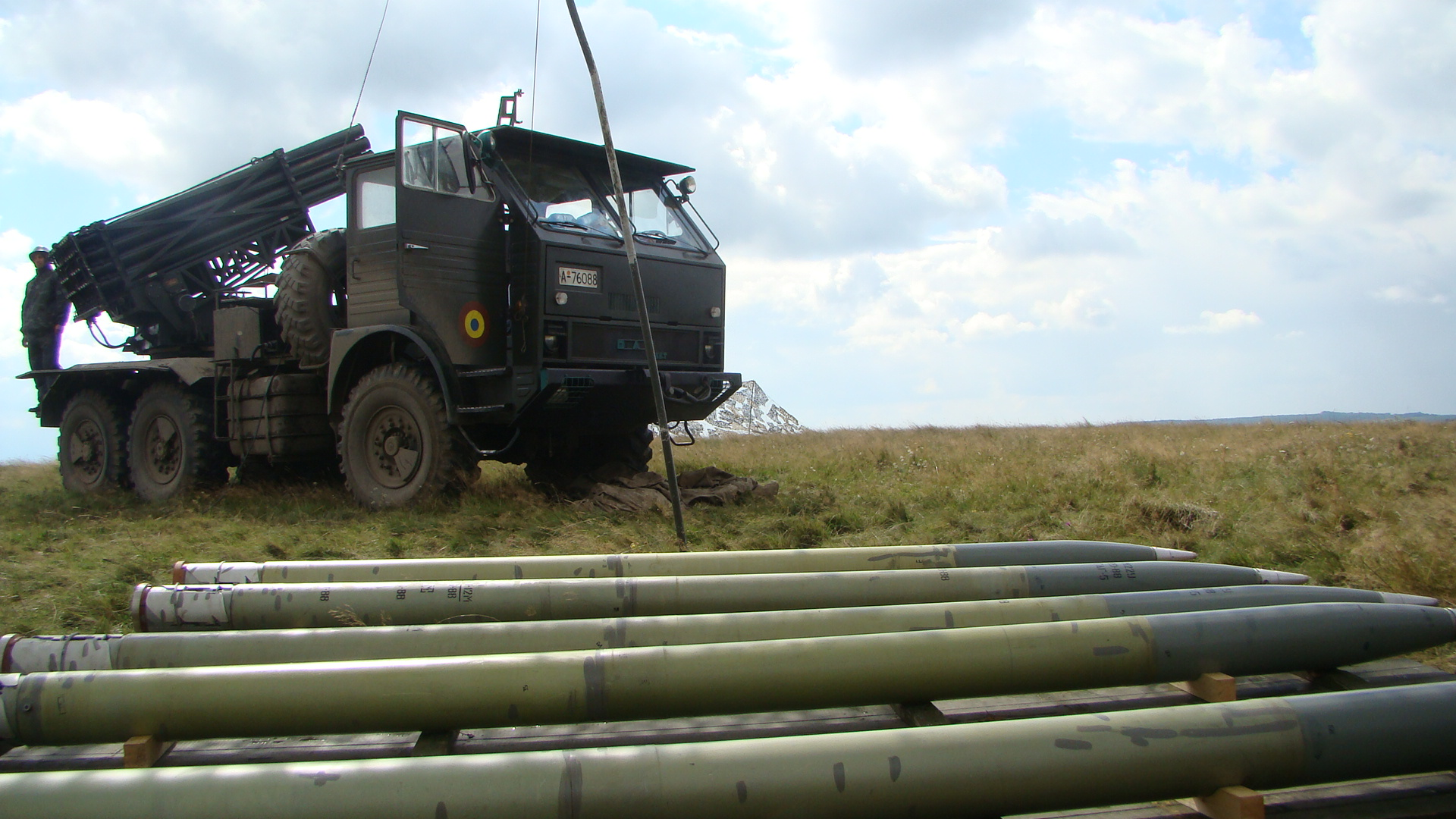
APRA-40 122C model 1988 su DAC 665T e razzi 122 mm

Il programma per sostituire il sistema APRA-40 model 1988 fu lanciato nel 1996, con un costo di 20 milioni di dollari. Lo scopo del nuovo programma fu garantire l'interoperabilità con i sistemi NATO, integrare il missile non guidato con una gittata di 45 chilometri, implementare il sistema di controllo del fuoco a livello di divisione e migliorare i parametri prestazionali (portata, potenza di fuoco, precisione, mobilità. Vennero coinvolte la società romena Aerostar Bacău, Roman SA Brașov, Elprof e Electromagnetica di Bucarest. Le società estere coinvolte furono Elbit (sistema di tiro) e Israel Military Industries (razzi LAR Mk.4 160 mm). Il contratto venne rinegoziato due volte nel 2000 e nel 2004. Alla fine il costo totale è di 160 milioni di dollari.

## Tecnica
Il LAROM standard possiede due alloggi che possono contenere fino a 13 razzi LAR Mk IV o 20 GRAD. Il LAROM può operare con razzi standard da 122 mm o con razzi più avanzati da 160 mm e con un raggio di azione compreso tra i 20 e i 45 km. I missili GRAD da 122 mm vengono utilizzati per colpire ed eliminare obbiettivi concentrati, possono raggiungerli fino a 20 km di distanza; i GRAD riescono sparare e salve circa due colpi al secondo. Mentre il LAR Mk IV che usa propellenti solidi compositi, dispone di un sistema di puntamento via satellite ed esegue gli aggiustamenti necessari in volo grazie ad alcune alette che fuoriescono al momento dello sparo del razzo. Il LAR Mk IV ha un raggio minimo di 10 km e un massimo di 45 km, inoltre può sparare a salve un colpo ogni 1,8 al secondo.

## Utilizzatori
- Romania - 48 in dotazione alla Forțele Terestre Române, ripartiti nella Brigăda 8 LAROM "Alexandru Ioan Cuza" di Focșani.[4]